# E-biznes
Biznes elektroniczny, e-biznes (ang. electronic business, e-business) – wprowadzony w 1995 roku przez IBM, model prowadzenia biznesu opierający się na szeroko rozumianych rozwiązaniach teleinformatycznych, w szczególności aplikacjach internetowych.
Pojęcie elektronicznego biznesu obejmuje m.in. wymianę informacji między producentami, dystrybutorami i odbiorcami produktów i usług, zawieranie kontraktów, przesyłanie dokumentów, prowadzenie telekonferencji, pozyskiwanie nowych kontaktów, wyszukiwanie informacji etc.

## Definicje
Biznes elektroniczny to określenie bardzo szerokie i ogólne. Ponadto ciągłe zmiany i nowe sposoby ujęcia poszczególnych zagadnień powodują duże rozbieżności w definiowaniu nawet podstawowych pojęć z zakresu biznesu elektronicznego.
Z pojęciem biznesu elektronicznego (e-business) łączą się zarówno bardziej ogólne zagadnienia: handlu elektronicznego (e-commerce), elektronicznego przedsiębiorstwa (e-enterprise), elektronicznej gospodarki (e-economy), a nawet elektronicznego społeczeństwa (e-society), czy elektronicznego rządu (e-government), jak również bardziej szczegółowe, takie jak: e-banking czy e-learning.
Jeszcze inny aspekt wirtualizacji procesów biznesowych kryje się za pojęciem m-business, gdzie nacisk kładzie się na kwestie przesyłania informacji.
Według pierwszej, najszerszej pojęciowo definicji: „Biznes elektroniczny obejmuje wszystkie procesy biznesu przeprowadzane elektronicznie. Od wielu lat jest głównym medium i częścią procesów biznesu niemal w każdej firmie. Biznes elektroniczny nie polega wyłącznie na przeprowadzeniu transakcji elektronicznie, ale dotyczy także wszystkich procesów prowadzących do takiej transakcji. Przy tak zdefiniowanym pojęciu można przyjąć, że biznesem elektronicznym będzie każde wykorzystanie technologii informatycznych. Poczynając już od pisania tekstu w edytorze tekstów, wykonywania prostych obliczeń za pomocą arkusza kalkulacyjnego, czy obrabiania otrzymanego faksem dokumentu w komputerze.
Kolejna z definicji kładzie nacisk na internetowy aspekt działalności gospodarczej: „E-biznes (e-business): jakiekolwiek przedsięwzięcie internetowe – taktyczne lub strategiczne – które przekształca zależności biznesowe, czy będą to relacje business-to-consumer, business-to-business, powiązania w zakresie przedsiębiorstw (intra-business), czy pomiędzy konsumentami (consumer-to-consumer). Każdy menedżer, który postrzega e-biznes jako sprzedaż produktów przez internet, nie ogarnia całości obrazu. E-biznes stanowi bowiem naprawdę nowe źródło efektywności, szybkości, innowacyjności i nowych sposobów tworzenia wartości w organizacji.

## Historia e-biznesu
Zanim nastała era biznesu internetowego, biznes elektroniczny rozwijał się w dużych firmach i korporacjach międzynarodowych od wielu lat pod postacią EDI (Electronic Data Interchange) – elektronicznej wymiany dokumentów. Przyjmując najszerszą definicję biznesu elektronicznego, komputery po raz pierwszy zostały komercyjnie wykorzystane już w latach 60. XX wieku. Wraz z wprowadzeniem przez banki systemu ERMA (Electronic Recording Machine Accounting), dzięki zautomatyzowanym funkcjom tego systemu, w Bank of America dziewięciu pracowników mogło wykonać pracę, którą wcześniej wykonywało pięćdziesięciu. Komercyjne wykorzystanie komputerów szybko rozprzestrzeniało się w firmach, pozwalając zautomatyzować administrowanie płacami, tworzyć raporty, czy planować harmonogramy produkcji.
W latach 70. i 80. działalność biznesowa zaczęła się rozszerzać o pierwsze formy komunikacji pomiędzy firmami (partnerami handlowymi). Powstały pierwsze systemy wymiany dokumentów EDI. Sama idea elektronicznej wymiany dokumentów pochodzi z połowy lat 60. W 1968 r. grupa przedsiębiorstw kolejowych, dbających o jakość wymiany danych między przedsiębiorstwami, formuje Transportation Data Coordinating Committee. W tym samym okresie General Motors, Suer Valu, Sears, Kmart budują dla głównych partnerów własne systemy elektroniczne.
W 70. powstają pierwsze przemysłowe standardy wymiany dokumentów: 1975 r. – pierwszy między przemysłowy standard „air, motor, ocean, rail & some banking applications”; 1979 r. – ANSI X12.
Podstawowe standardy EDI w chwili obecnej to: EDIFACT (Electronic Data Interchange for Administration, Commerce and Transport) z 1985 r. oraz SWIFT dla instytucji finansowych.

## Modele biznesowe
dwa podstawowe elementy e-businessu to:
- e-commerce – sprzedaż przy wykorzystaniu elektronicznych kanałów dystrybucji,
- e-procurement – zaopatrzenie przy wykorzystaniu elektronicznych kanałów zaopatrzenia/dystrybucji[2].

Ciekawe zestawienie zaprezentował Artur Grudzień na łamach czasopisma NetForum:
- Elektroniczna witryna i sklep internetowy (e-shop) – to najprostszy z prezentowanych modeli biznesowych, służy do promowania firmy, jej towarów czy usług, czasem połączony jest ze sklepem internetowym.
- Elektroniczne zaopatrzenie (e-procurement) – czyli elektroniczne składanie ofert i zaopatrywanie w towary i usługi. W przypadku towarów transport odbywa się już w formie tradycyjnej.
- Elektroniczne centrum handlowe (e-mall) – odmiana sklepów internetowych, w najprostszej formie składa się z wielu elektronicznych sklepów (prowadzonych przez niezależne podmioty). Współpraca między nimi może być rozszerzona o wspólne metody płatności, dostawy towarów itp.
- Aukcja elektroniczna (e-auction) – w podstawowym zakresie oferuje elektroniczne mechanizmy prowadzenia licytacji. Aukcje elektroniczne są najczęściej odpowiednikami aukcji prowadzonych w sposób tradycyjny. Ze względu na ogromne możliwości internetu istnieje wiele odmian aukcji elektronicznych, np. aukcja odwrócona.
- Wirtualna społeczność (virtual community) – bardziej zjawisko internetowe wykorzystywane przez niektóre firmy w swojej działalności niż model biznesowy. Jest to grupa osób (podmiotów) skupionych wokół określonego tematu czy sektora rynku, komunikująca się za pośrednictwem usług dostępnych w sieci (tworzących rodzaj portalu tematycznego, listy dyskusyjnej itp.)
- Platforma współpracy (collaboration platform) – dostarcza narzędzia i środowisko informatyczne umożliwiające współpracę między firmami. Platforma taka najczęściej prowadzona jest przez niezależną firmę, która wynajmuje ją innym podmiotom gospodarczym.
- Integrator i dostawca usług łańcucha wartości (value-chain integrator) – ten model biznesowy koncentruje się na integracji całego łańcucha wartości w pierwszym wypadku oraz dostarczaniu specyficznych usług z łańcucha wartości (np. elektroniczne płatności) w przypadku drugim.
- Pośrednictwo informacji (information brokerage) – firmy tego typu oferują usługę wyszukiwania i dostarczania firmom pożądanych przez nie danych (informacji). Przykładowo może tu chodzić o wyszukiwanie informacji w sieci, czy tworzenie profili klientów.
- Usługi zaufania (trust services) – jest to podobny do poprzedniego model biznesowy dostarczający specyficznych informacji, gwarantujących zaufanie w procesach biznesowych pomiędzy stronami sieci, najczęściej w postaci wydawania lub potwierdzania certyfikatów autentyczności.

Odmienną klasyfikację modeli biznesowych podają N. Kirov, A. Kuśmierz i R. Rzadca w czasopiśmie PCKurier. Przedstawiają oni 8 modeli biznesowych, częściowo tylko pokrywających się z poprzednimi:
- Prosto do klienta – w modelu tym firma dostarcza produkty i usługi bezpośrednio do klienta, pomijając tradycyjne kanały dystrybucji.
- Dostawca z pełnym zakresem usług – w tym modelu producent nie ogranicza się tylko do sprzedaży własnych towarów i/lub usług, ale buduje serwis (portal) tematyczny, za pomocą którego oferuje produkty innych firm. Firmy te oferują pokrewne produkty z tej samej branży, np. producent noży kuchennych oferuje także garnki, przyprawy itp. sprzedawane przez inne firmy.
- Dostawca treści – w tym modelu firma zostaje dostawcą treści dla większych (ogólniejszych) portali, które płacą jej za produkty i informacje, aby udostępniać je następnie własnym klientom.
- Wspólna infrastruktura – dążąc do redukcji kosztów, firmy mogą stworzyć wspólną platformę do kontaktów z klientami.
- Przedsiębiorstwo – firma posiadająca wiele jednostek biznesowych (zakładów), gdzie każda z nich dysponuje własnym produktem, tworzy jeden „punkt kontaktu” dla wszystkich produktów firmy. Serwis taki ułatwia nawigowanie i wyszukiwanie produktów klientom.
- Integrator sieci wartości – w modelu tym integrator działa wyłącznie w wirtualnym łańcuchu wartości, jego atutem są posiadane dane.
- Pośrednik – cele, jakie stawia sobie pośrednik, to udostępnienie pojedynczego punktu kontaktu pomiędzy sprzedającymi a kupującymi oraz koncentracja informacji.

## Relacje pomiędzy podmiotami
Biznes elektroniczny wykorzystywany jest przez coraz więcej podmiotów na rynku. Do podstawowych relacji pomiędzy najważniejszymi (pierwotnymi) podmiotami należą:
- B2B (business-to-business) – relacja „przedsiębiorstwo-przedsiębiorstwo” polega na realizacji procesów biznesowych pomiędzy dwoma firmami.
- B2C (business-to-consumer lub business-to-client) – relacja „przedsiębiorstwo-klient” to relacje realizujące transakcje między przedsiębiorstwami a konsumentami.
- Intra-business (intranet) – elektroniczny biznes wewnątrz przedsiębiorstwa polega na realizacji na drodze elektronicznej wewnętrznych procesów biznesowych przedsiębiorstwa.

Oprócz nich możemy obecnie spotkać także relacje typu:
- C2C (consumer-to-consumer) – relacja „konsument-konsument” określa typ zależności biznesowych zachodzących pomiędzy końcowymi konsumentami dobra, czy usługi.
- B2P(inne języki) (business-to-public) – to obszar e-biznesu, który obejmuje relacje między przedsiębiorstwem a jego makro otoczeniem (głównie społecznym).
- G2C(inne języki) (government-to-citizen), czyli komunikacja: instytucje publiczne-obywatel.
- G2B(inne języki) (government-to-business) – mówi o relacjach pomiędzy instytucjami publicznymi a biznesem (gospodarką).
- A2B (application-to-business) – relacja określająca rodzaj prowadzenia działalności biznesowej polegająca na wynajmowaniu programów, czy usług komputerowych firmom za pośrednictwem internetu.
- B2A(inne języki) (business-to-administration) – relacja, która opiera się na wykorzystaniu technik elektronicznych do wymiany (wszystkich lub wybranych) informacji pomiędzy przedsiębiorstwem a administracją publiczną.
- C2A (consumer-to-administration) – relacja, która zawiera kontakty klienta z jednostkami rządowymi i administracyjnymi, w celu ogłaszania przetargów, realizacji wypłat.
- F2B (finance-to-business) – relacje, która oferują pełną obsługę operacji finansowych swoich klientów, oraz usługi dodatkowe z nimi związane: wszelkie usługi bankowe, brokerskie, ubezpieczeniowe, doradztwo inwestycyjne
- F2C (finance-to-consumer) – relacja, która podobna jest do modelu F2B, z tym że jest skierowana do klientów indywidualnych.
- B2E (business-to-employee) – relacja, w której firma wykorzystuje elektroniczne środki przekazu (Internet, intranet, rozwiązania mobilne itp.) do komunikacji z pracownikami, ułatwienia lub umożliwienia im realizacji zadań, np. praca zdalna.

Zapewne w niedalekiej przyszłości będzie można wyróżnić kolejne typy relacji zachodzące w nowo powstających zależnościach pomiędzy podmiotami na rynku.